# Stäppmus
Stäppmus (Sicista subtilis) är en art i släktet buskmöss som tillhör familjen springråttor. På svenska kallas den även sydlig buskmus.

## Beskrivning
Musens päls har en gråbrun till blekt gulbrun grundfärg; mörkast hos de nordliga populationerna. Arten kännetecknas av en smal, svart, längsgående strimma på ryggen som begränsas av zoner med gulaktig päls. Den svarta strimman kan ibland vara avbruten. Buken är vitaktig. Kroppslängden ligger mellan 53 och 78 millimeter och därtill kommer en 60 till 90 millimeter lång svans. Arten har 14 till 17 mm långa bakfötter, 11 till 15 mm stora öron och en vikt av 12 till 13 g.

## Ekologi
Stäppmusen är en skymnings- och nattaktiv buskmus som främst lever i låglänta områden, även om den kan gå så långt upp som nästan 1 700 meter. Arten klättrar bra, och använder den långa svansen som griporgan.
Habitaten utgörs av stäpper och andra, förhållandevis torra områden som gles skog, inte minst med björkar, gräsmarker, buskage och utkanterna av åkermark. Arten bygger små, ovala sommarbon av gräs och andra växtdelar i jordhålor under buskar, eller i gamla murar. Den håller vinterdvala från oktober till mars.
Födan utgörs av gräsfrön, insekter och andra smådjur. Stäppmusen äter även gröna växtdelar.

## Utbredning
Arten förekommer i isolerade subpopulationer i Ungern, Rumänien, Serbien och Bulgarien, samt mera sammanhängande från Ukraina via södra Ryssland till nordvästra Kina. I Serbien och Bulgarien är den mycket sällsynt, finns bara i en lokal i vardera landet. Den har tidigare funnits i Österrike, men är numera nationellt utdöd där (sista observationen 1960).

## Status
IUCN har klassificerat stäppmusen som livskraftig ("LC"). Arten är emellertid sällsynt i större delen av Europa, och mycket tyder på att populationen minskar. Främsta hotet är habitatförlust.